# Uvaria cabrae
Uvaria cabrae este o specie de plante angiosperme din genul Uvaria, familia Annonaceae, descrisă de De Wild. și Théophile Alexis Durand. Conform Catalogue of Life specia Uvaria cabrae nu are subspecii cunoscute.